# Ehrenzeichen für Verdienste um das Bayerische Rote Kreuz
Das Ehrenzeichen für Verdienste um das Bayerische Rote Kreuz ist ein Ehrenzeichen, das im Namen des Freistaates Bayern vom Staatsminister des Innern zur Würdigung von Verdiensten um das Bayerische Rote Kreuz verliehen wird und auch von Bundeswehr-Soldaten getragen werden darf.

## Ordensform
Die Auszeichnung hat die Form eines Kreuzes, auf dessen Mitte ein emailliertes kreisrundes Schild  liegt, dass auf weißem Feld das Rote Kreuz der Genfer Konvention zeigt und von einem himmelblauen Randstreifen umgeben ist. Das Kreuz zeigt auf dem oberen Arm das bayerische Rautenwappen. Die Auszeichnung wird für 25 Jahre Tätigkeit in Silber vergeben, für 40-jährige Tätigkeit in Gold. Entsprechend finden sich auf dem unteren Arm des Kreuzes die römischen Zahlen XXV oder XL. Daneben gibt es als höchste Form des Ehrenzeichens das Steckkreuz.

## Auszeichnungen durch das Bayerische Rote Kreuz
Die Ehrennadeln für 25-, 40- und 50-jähriges Wirken beim Bayerischen Roten Kreuz sind Zeitauszeichnungen. Die Nadeln werden für aktive ehrenamtliche Mitarbeit verliehen. Das goldene Abzeichen für 40 und 50 Jahre wird vom Präsidenten des Bayerischen Roten Kreuzes, die silberne Ehrennadel für 25 Jahre bzw. für besondere Verdienste vom Vorsitzenden des jeweiligen BRK-Bezirksverbandes verliehen.